# Metoposauridae
Métoposauridés
Famille
Genres de rang inférieur
Les métoposauridés (Metoposauridae) forment une famille éteinte d'amphibiens temnospondyles ayant vécu durant le Trias. La plupart des membres de cette famille sont de grandes tailles, mesurant environ 1,5 mètre à 3 mètres de longueur pour les plus grands individu. Les métoposauridés se distinguent des mastodonsauroïdes de par la position de leurs yeux, placés très en avant sur le museau.

## Taphonomie
Plusieurs accumulations massives de fossiles de métoposauridés sont connues dans le sud-ouest des États-Unis et au Maroc. Celles-ci ont souvent été interprétées comme le résultat de décès massifs dus aux sécheresses. De nombreux individus seraient morts dans une zone, créant un lit d'os dense une fois fossilisé. Ces accumulations massives de métoposauridés sont souvent dominées par un seul taxon, comme Anaschisma ou Metoposaurus. Des études sédimentologiques récentes suggèrent que les accumulations de masse n'étaient pas le résultat de sécheresses, mais de courants fluviaux charriant des restes. La plupart des squelettes de ces accumulations sont désarticulés, suggérant qu'ils ont été transportés par l'eau vers les sites de dépôt. Les grands rassemblements de métoposauridés peuvent avoir été des sites de reproduction et étaient probablement communs dans les plaines inondables de la Pangée du Trias supérieur.